# Вулька-Олудзька
Вулька-Олудзька (пол. Wólka Ołudzka) — село в Польщі, у гміні Щекоцини Заверцянського повіту Сілезького воєводства.
Населення — 115 осіб (2011).
У 1975-1998 роках село належало до Ченстоховського воєводства.

## Демографія
Демографічна структура станом на 31 березня 2011 року:
|          | Загалом | Допрацездатний вік | Працездатний вік | Постпрацездатний вік |
| -------- | ------- | ------------------ | ---------------- | -------------------- |
| Чоловіки | 59      | 4                  | 42               | 13                   |
| Жінки    | 56      | 7                  | 32               | 17                   |
| Разом    | 115     | 11                 | 74               | 30                   |